# Diego de Gardoqui
Diego María de Gardoqui y Arriquibar, né le 12 novembre 1735 à Bilbao et mort le 12 novembre 1798 à Turin, est un homme politique et diplomate espagnol.

## Biographie
Diego de Gardoqui, le quatrième de huit enfants, devient l'intermédiaire financier entre la Cour d'Espagne et les Treize Colonies nord-américaines en révolte contre la Grande-Bretagne. Il contribue à l'entrée de l'Espagne dans la guerre d'indépendance des États-Unis. Il rencontre John Jay à diverses occasions. L'entreprise de José de Gardoqui e Hijos à Bilbao (dont Diego a été l'un des trois fils dans un partenariat avec leur père) fournit aux patriotes 215 canons et 30 000 fusils, 30 000 baïonnettes, 512 314 balles de mousquet, 300 000 livres de poudre, 12 868 de grenades et 30 000 d'uniformes et 4 000 domaines de tente[Quoi ?] pendant la guerre. 
Après la guerre, il arrive à New York au printemps 1785. Il sert comme chargé d'affaires espagnol aux États-Unis jusqu'à sa mort en 1798. Il assiste au discours d'intronisation de George Washington.
En 1785, Gardoqui posa la première pierre de la première église catholique de la ville de New York, Saint-Pierre sur Barclay Street.

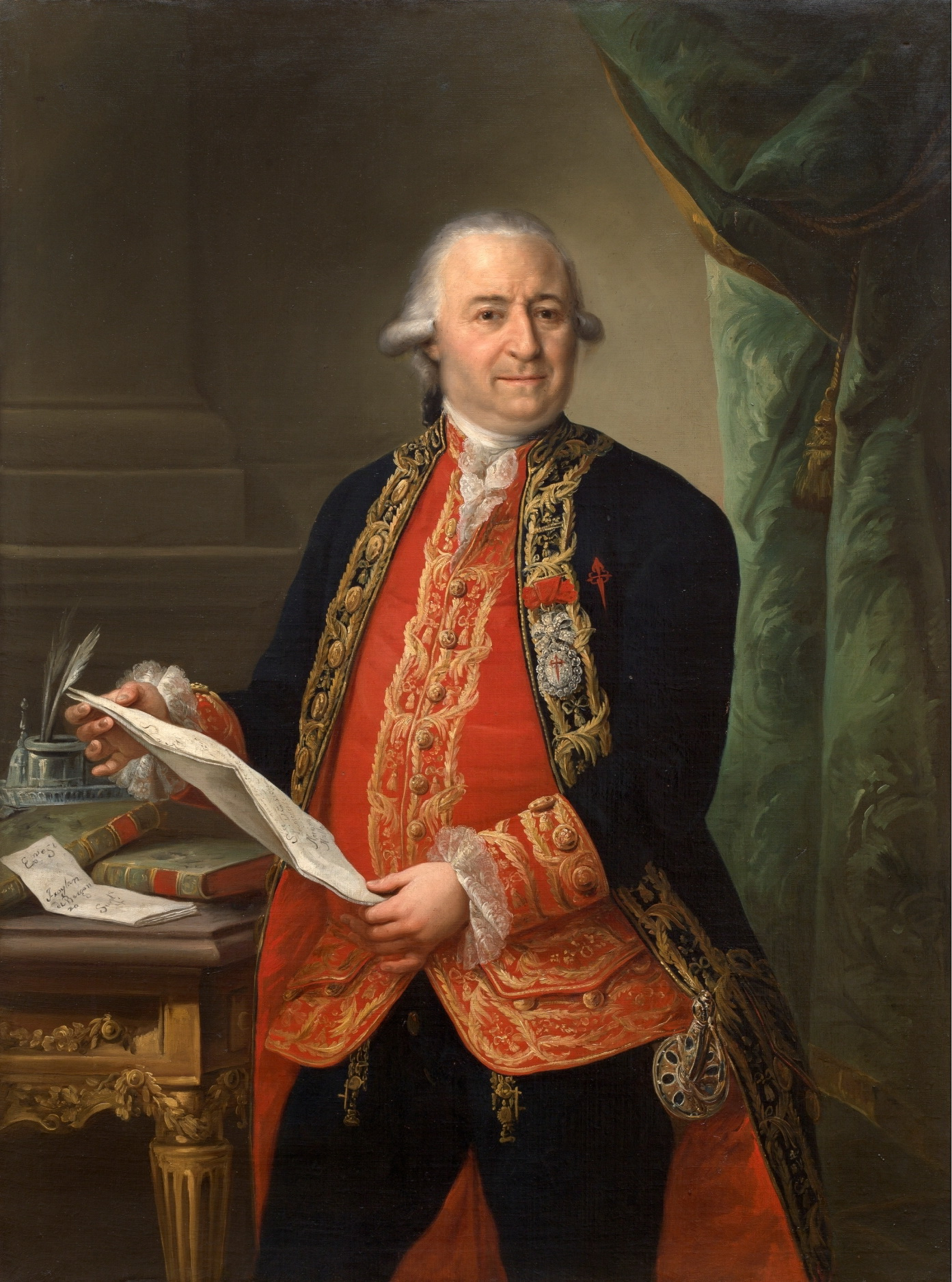
Pedro López de Lerena, comte de Lerena

Parce que l'Espagne dominait la Louisiane, Gardoqui s'efforce de protéger les intérêts du Roi sur le bassin du Mississippi. Il négocie avec John Brown et le général James Wilkinson, en 1788, le traité entre le Kentucky et l'Espagne concernant la navigation sur le fleuve. En fin de compte, le Kentucky rejoint les États-Unis. Gardoqui négocie également, entre 1788 et 1789, avec le colonel George Morgan et Benjamin Harrison qui avaient tenté sans succès d'acheter des terres dans l'Illinois. Morgan et Gardoqui concluent une entente en vertu de laquelle 15 000 000 hectares (de 61 000 km2) à l'ouest du Mississippi, au sud de son intersection avec l'Ohio, et au nord de la Rivière Saint-François seront donné aux colons américains. Morgan devient le commandant de la colonie en tant que sujet du roi d'Espagne. Les colons auront la liberté religieuse et un certain degré d'autonomie. La nouvelle colonie, prendra le nom de New Madrid. Cependant, le gouverneur espagnol de La Nouvelle-Orléans, bien que légèrement en faveur du projet, refuse de permettre l'auto-gouvernement et exige que tous les colons soient catholiques, ce qui empêché de faire de ce territoire une colonie espagnole.
Le 7 juillet 1794, lors du Conseil d'État tenu à Philadelphie, Diego de Gardoqui fait la déclaration suivante : « Le pire malheur qui puisse arriver à l'Espagne serait que le nouveau dominion (États-Unis) doivent s'unir avec l'Angleterre pour le travail d'un commun accord contre le monarque espagnol ».
Gardoqui a servi sous les Bourbon, Charles III et Charles IV d'Espagne. Il a servi également comme diplomate espagnol sous la tutelle du ministère de José Moñino, 1er Comte de Floridablanca. Il est nommé ministre des Finances par intérim en 1791 puis titulaire après la mort du comte de Lerena (es) en 1792.
Il avait épousé Brígida Josefa de Orueta y Uriarte, le 6 décembre 1765, à Vitoria (Espagne).